# Björntjärnen (Sunnemo socken, Värmland)
Björntjärnen är en sjö i Hagfors kommun i Värmland och ingår i Göta älvs huvudavrinningsområde.